# Sant’Agnese in Agone
Sant’Agnese in Agone (dt.: hl. Agnes in Agone lat.: Ecclesia Sanctae Agnetis in Agone) ist eine katholische Kirche im Stadtteil Parione, dem Rione VI der Stadt Rom. Sie ist eine Rektoratskirche der Pfarrei San Lorenzo in Damaso und Titeldiakonie des Kardinaldiakons von Sant’Agnese in Agone. Titelinhaber ist seit 22. Februar 2014 Gerhard Ludwig Müller (bis Juli 2017 Präfekt der Glaubenskongregation), der sie am 14. September 2014 in Besitz nahm und seit 1. Juli 2024 Kardinalpriester unter Beibehaltung des Titels von Sant’Agnese in Agone ist. Ab 1517 war sie bereits Titelkirche eines Kardinalpriesters, bis man diesen Titel 1654 aufgab und ihn an Sant’Agnese fuori le mura übertrug.
Namensgeberin der Kirche ist die frühchristliche römische Märtyrerin Agnes von Rom, die der Legende nach an dieser Stelle im Stadion (griechisch agon: Wettkampf, Kampfplatz) des Domitian von ihren Verfolgern nackt zur Schau gestellt werden sollte, woraufhin ihr Körper auf wunderbare Weise von ihren langen Haaren bedeckt und so dem Blick der Schaulustigen entzogen wurde.
Die Kirche war ehemals Pfarr- und Klosterkirche des Ordens der Minderen Regularkleriker (Caracciolini). Gelegentlich wird sie auch als „Sant’Agnese de Agone“, „Sant’Agnese al Circo Agonale“, „Sant’Agnese de Cryptis Agonis“ oder „Sant’Agnese in Piazza Navona“ bezeichnet.

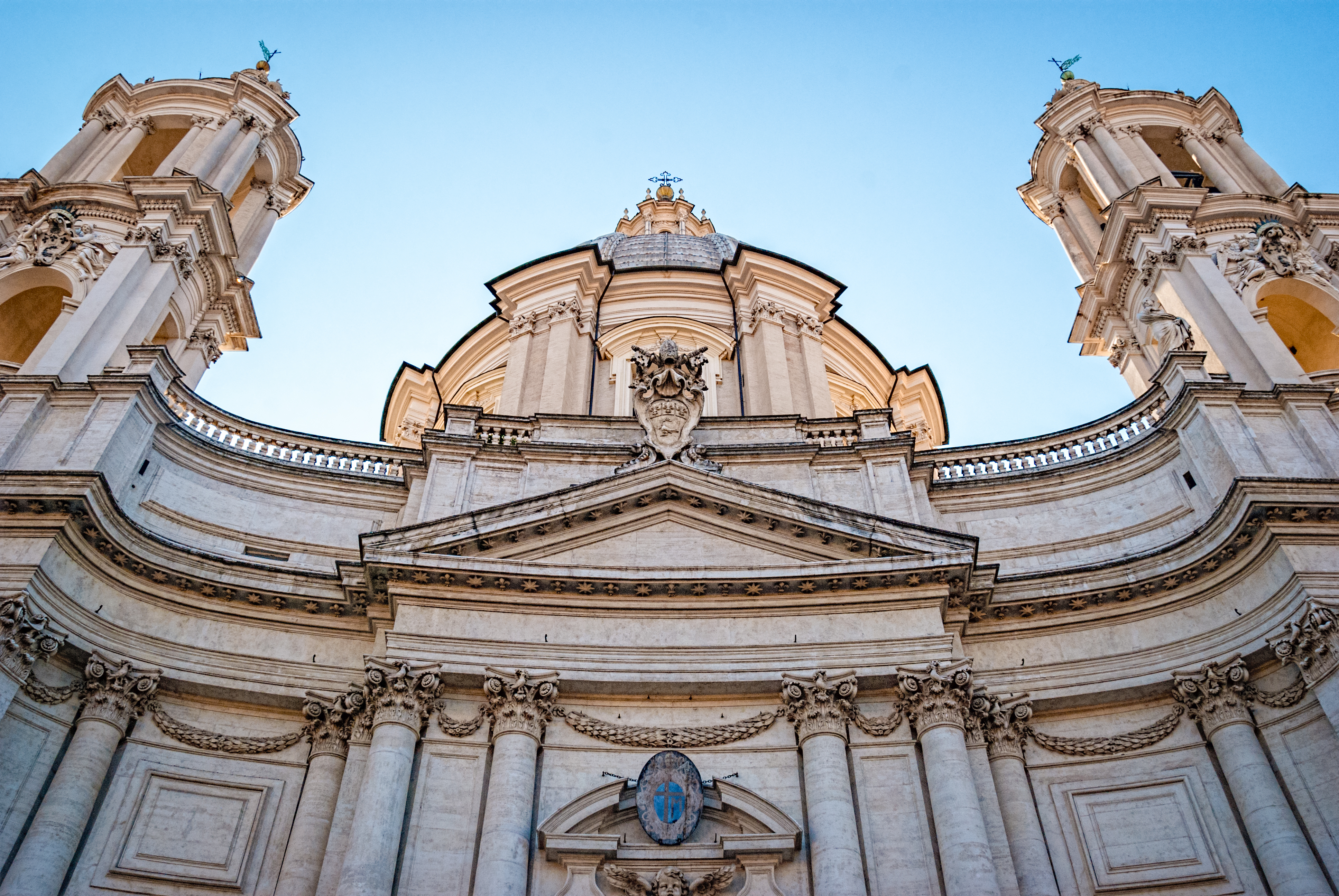
Detailansicht der Fassade von Sant'Agnese in Agone, Rom

## Lage
Die Kirche befindet sich zentral an der westlichen Längsseite der Piazza Navona in Roms historischer Altstadt.

## Geschichte

### Vorläuferinnen
Die frühesten Zeugnisse einer christlichen Kultstelle am Standort der heutigen Kirche Sant’Agnese in Agone befinden sich im Itinerar von Einsiedeln und belegen sie für das 8. Jahrhundert. Dass dort zuvor ein Oratorium stand, wird angenommen, lässt sich aber nicht nachweisen. Zunächst wurde das Gebäude wohl von Basilianermönchen betreut. Seit 920 waren Benediktiner aus der Abtei Farfa dort ansässig. Dem Abt von Farfa wurde im Jahr 1001 per Dekret Kaiser Ottos III. das Gebiet um die heutige Piazza Navona als Besitz übertragen. Zuvor gehörte das Gebiet des ehemaligen Domitianstadions seit Leo IV. (847 bis 855) zu den Besitzungen des Klosters an der Basilika Sankt Paul vor den Mauern.
Unter Papst Kalixt II. wurde das Oratorium in eine kleine Basilika umgebaut und am 27. Januar 1123 geweiht. Zu dieser Zeit wirkten trotz der Zugehörigkeit zur Abtei Farfa bereits Weltpriester an der Kirche. Die unter Kalixt II. erbaute Basilika bestand bis zum Ende des 16. Jahrhunderts nahezu unverändert. Das Hauptportal der Kirche befand sich früher auf der Rückseite in der heutigen Via Santa Maria dell’Anima; zudem gab es eine kleinere Pforte zur Piazza Navona, die wohl schon ursprünglich zum Spielfeld des Stadions führte. Die Kirche selbst befand sich unter den Gewölben der ehemaligen Stadiontribünen. Die Kirche besaß zahlreiche Grabmäler wie beispielsweise das des Paolo Bussa de’ Leoni, der der Vater der Heiligen Francesca Romana war. Diese hatte 1384 dort die Taufe empfangen.
Papst Nikolaus V. (1447 bis 1455) übertrug den Besitz der Kirche an die Klöster Sant’Andrea in Flumine bei Ponzano und San Silvestro auf dem Monte Soratte. Darüber hinaus ist seit 1419 die Verwendung des Bauwerks als Pfarrkirche belegt. Am 6. Juli 1517 wurde die Kirche durch Leo X. zur Titelkirche erhoben und am 15. Mai 1597 unter Clemens VIII. dem Orden der Minderen Regularkleriker, der das ärmliche Bauwerk allmählich umgestaltete, als Klosterkirche übergeben.

### Der barocke Neubau

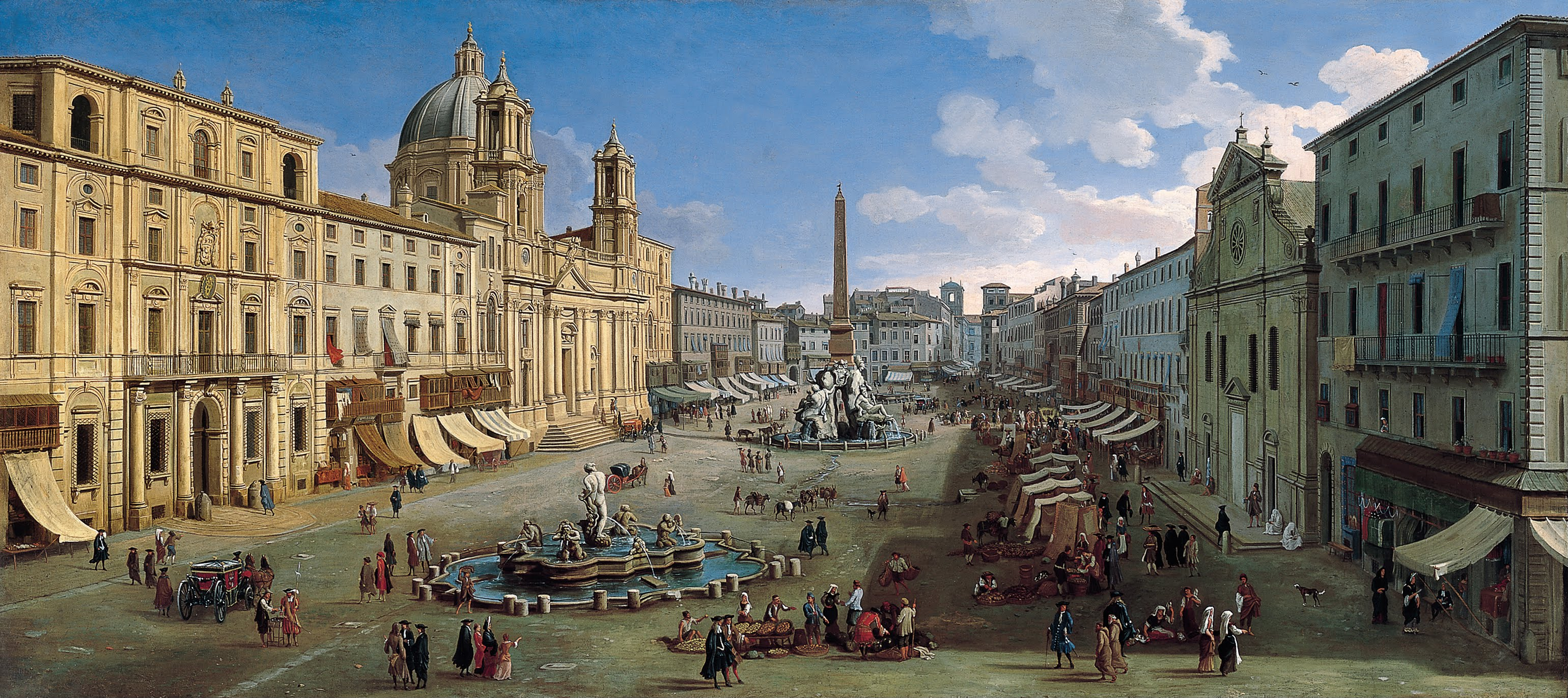
Gaspar van Wittel: Die Piazza Navona mit Sant'Agnese in Agone (links) und dem Palazzo Pamphilj (vorne links), 1699

Unter Innozenz X. (1644 bis 1655) begann der Neubau der barocken Kirche, die das mittelalterliche Gotteshaus ersetzte. Die Familie Pamphilj, der er angehörte, hatte seit langem ihren Wohnsitz an der Piazza Navona. Von 1644 an wurde der Palazzo Pamphilj erneuert und beträchtlich erweitert, doch erst um 1650 ist die Absicht erkennbar, S. Agnese zum päpstlichen Mausoleum zu machen und in den Palastkomplex zu integrieren. Am 29. Mai 1652 hob Innozenz X. die Pfarrei auf, die Patres der Caracciolini wurden innerhalb von fünf Tagen aus ihrem Klostergebäude zur Kirche San Lorenzo in Lucina umgesiedelt. Am 14. August desselben Jahres ordnete er die Schenkung des Bauplatzes an seinen Neffen Camillo Pamphilj an. Einen Tag später erfolgte die Grundsteinlegung durch dessen fünfjährigen Sohn Giovanni Battista.

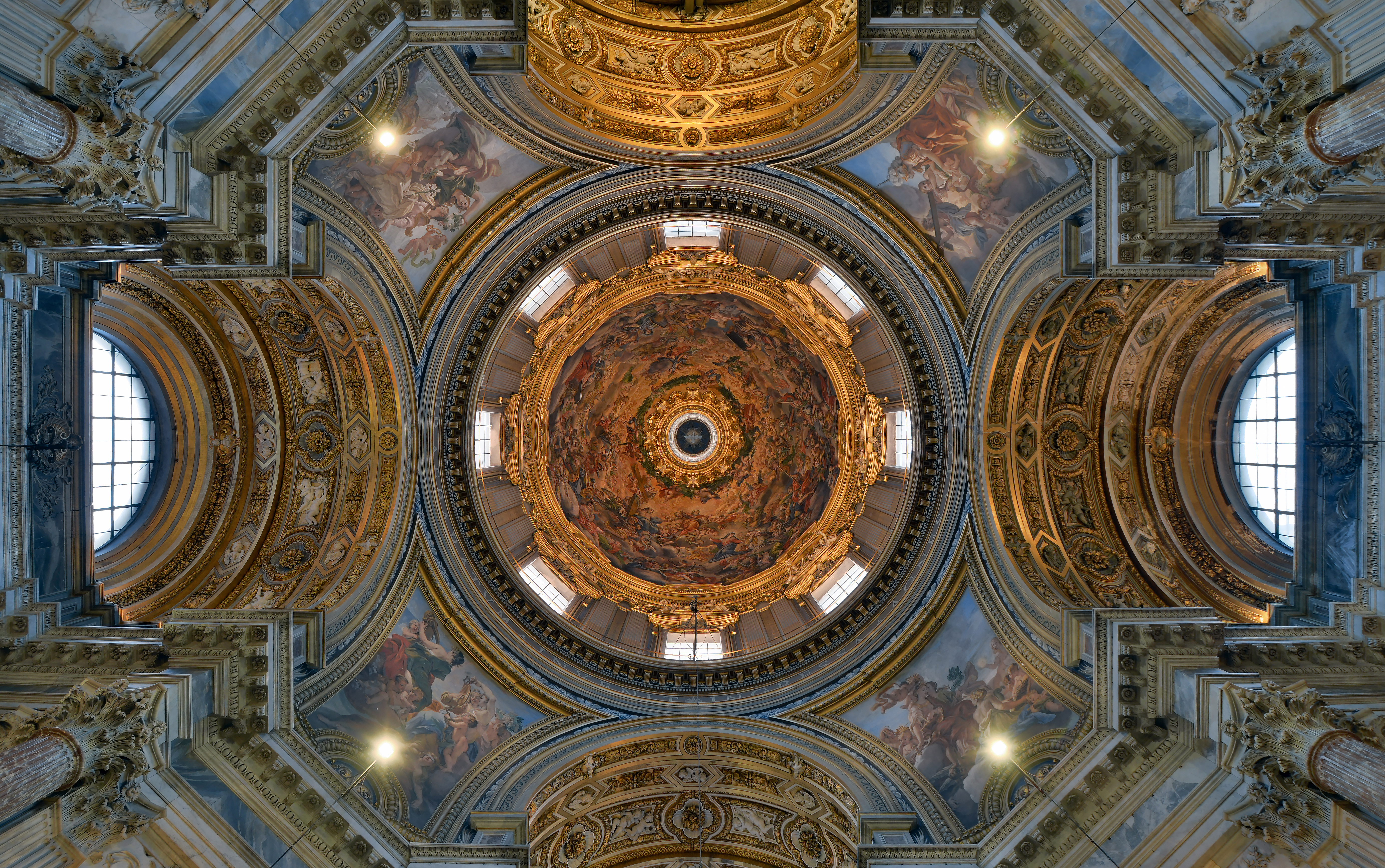
Blick in die Kuppel

Im Jahr 1652 wurde der Neubau nach einem Entwurf des Hausarchitekten der Pamphilj, Girolamo Rainaldi (1570–1655), begonnen. Geplant war zunächst ein achteckiger, mausoleumsartiger Bau mit Kreuzarmen, einer mächtigen Vorhalle und einer relativ niedrigen Kuppel. Zudem war eine in die Piazza Navona hineinreichende Freitreppe vorgesehen. Für das Bauwerk wurde römischer Travertin aus Tivoli oder vom Forum Romanum und Carrara-Marmor verwendet. Zudem ermöglichte die Fassadenverkleidung die Wiederverwendung der Sitzstufen des Stadions. Innozenz X. schenkte am 21. Januar 1653 der Kirche zwölf Säulen aus der Lateranbasilika, die dort nach dem Umbau nicht mehr benötigt wurden. Mit dem Päpstlichen Breve In supremo militantis ecclesiae vom 7. Februar desselben Jahres sicherte er seinem Neffen Camillo bzw. dessen in Primogenitur geborenen Nachfolgern das Kirchenpatronat über die Kirche.

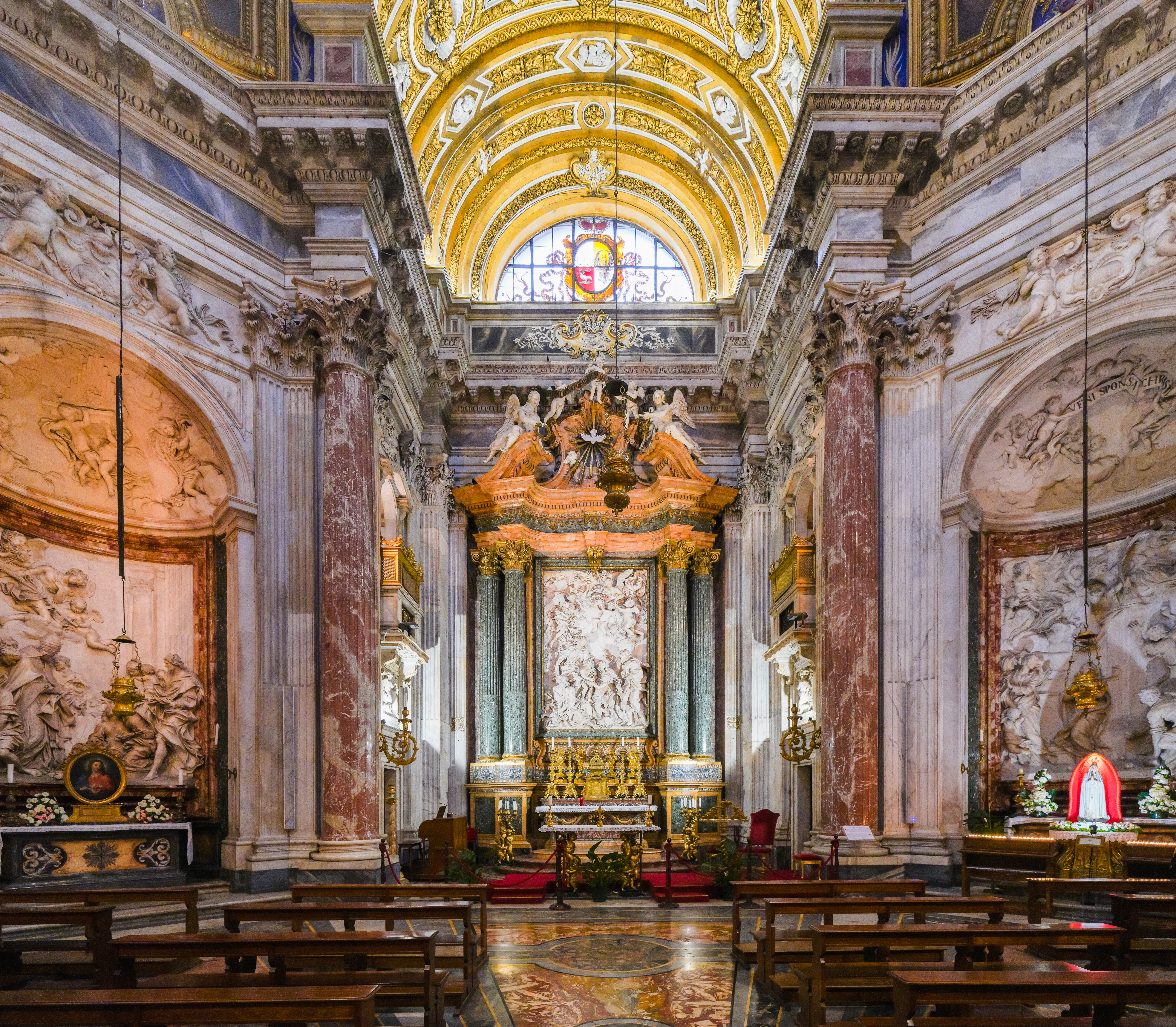
Hauptaltar

Im Juli 1653 kam das Baugeschehen an der Kirche nach einem Streit zwischen dem Papst und Camillo Pamphilj zum Stillstand, dessen Architekt Carlo Rainaldi (1611–1691), Sohn des Girolamo, die Bauleitung übernommen hatte. Gegenstand des Zerwürfnisses war vor allem die Freitreppe, die Camillo gegen den Willen des Papstes erheblich vergrößerte. Schließlich wurde Rainaldi die Ausführung entzogen und Camillo Pamphilj vom Baugeschehen verwiesen, nachdem es wohl zwischen ihm und seiner am päpstlichen Hofe einflussreichen Mutter Olimpia Maidalchini zu Differenzen gekommen war. Sie wiederum wollte den Weiterbau ihrem Günstling Giovanni Lorenzo Bernini zuschieben. Innozenz X entschied sich für Francesco Borromini, unter dessen Leitung die Baumaßnahmen am 7. August 1653 fortgesetzt wurden. Zunächst sollte die weit in den Platz eingreifende vorgelagerte Treppe der Kirche geändert werden. Borromini drängte die Fassade weit gegen den Baukörper zurück und schloss sie frontal ab. Die zentrale Kuppel wurde abgetragen und durch eine neue, weiter nach hinten versetzte ergänzt. Zur Überhöhung der Kuppel blendete Borromini der Fassade zwei Gebäudeteile vor, die er mit Glockentürmen akzentuierte. Von ihm stammen die Decke des großen Saals und die Verbindungsgalerie zum Palazzo Pamphilj. Mit dem Tod Papst Innozenz X endete die Zusammenarbeit mit Borromini, dem man am 2. Juli 1657 den Auftrag entzog.

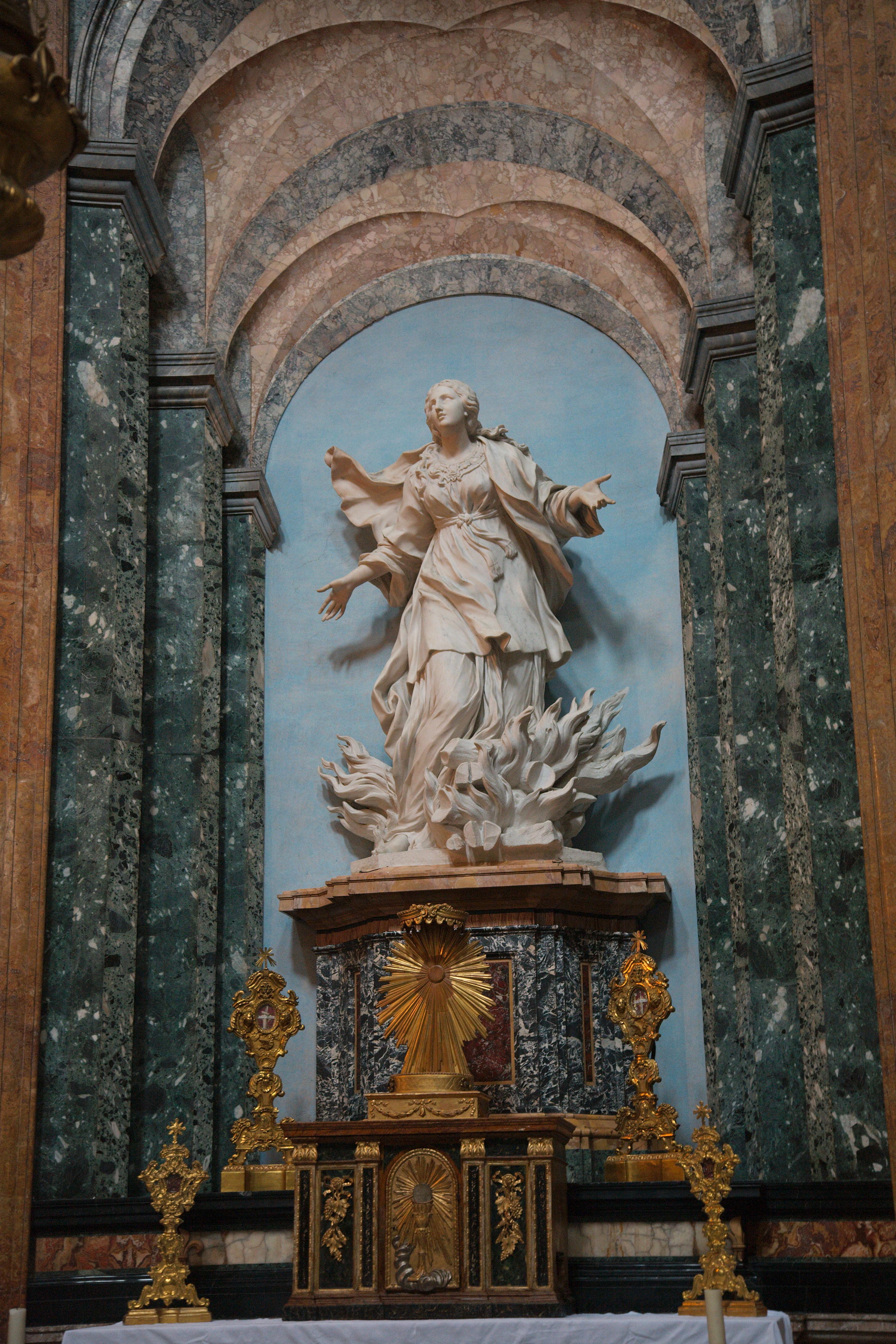
Die heilige Agnes in den Flammen von Ercole Ferrata

An der Vollendung der Kirche wurde sogar sonn- und feiertags mit so großer Eile und Druck gearbeitet, dass Arbeiter, die ihre Tätigkeit an Festtagen verweigerten, im Auftrag des Papstes durch Sbirren mit Gewalt auf die Baustelle getrieben wurden. Nicht zuletzt aufgrund dieses Baueifers konnte die Kuppelschale bereits im Sommer 1654 vollendet werden.
Im Zuge der Umwidmung zur Privatkirche der Familie Pamphilj übertrug Innozenz X. am 5. Oktober 1654 den Kardinaltitel, den Kardinal Baccio Aldobrandini innehatte, auf Sant’Agnese fuori le mura.
Nach dem Tod von Innozenz X. war zu befürchten, dass der Bau durch die einflussreiche Olimpia Maidalchini an Bernini übergeben würde, so dass Borromini sich allmählich vom Baugeschehen zurückzog und dieses erneut stockte. Die Untätigkeit der Bauhütte veranlasste den neuen Papst Alexander VII. dazu, Olimpia Maidalchini zur schnellen Fertigstellung der Kirche zu drängen, da die Piazza Navona mit Travertinblöcken zugestellt war. Sie gab die Bauaufsicht ihrem Sohn Camillo zurück. Auf Camillos Wunsch erweiterte Borromini den Bau um die beiden flankierenden Glockentürme, die zuvor nicht vorgesehen waren. Meinungsverschiedenheiten zwischen Architekt und Auftraggeber über den Fortgang der Arbeiten führten aber bald dazu, dass Borromini die Arbeiten verzögerte. Am 2. Juli 1657 wurde er der Bauleitung enthoben. Carlo Rainaldi brachte den Bau zwischen 1657 und 1672 durch die Vollendung der Türme und der Kuppellaterne zum Abschluss. 1667 nahm Gian Lorenzo Bernini entscheidende Veränderungen an Borrominis Fassadenentwurf vor.

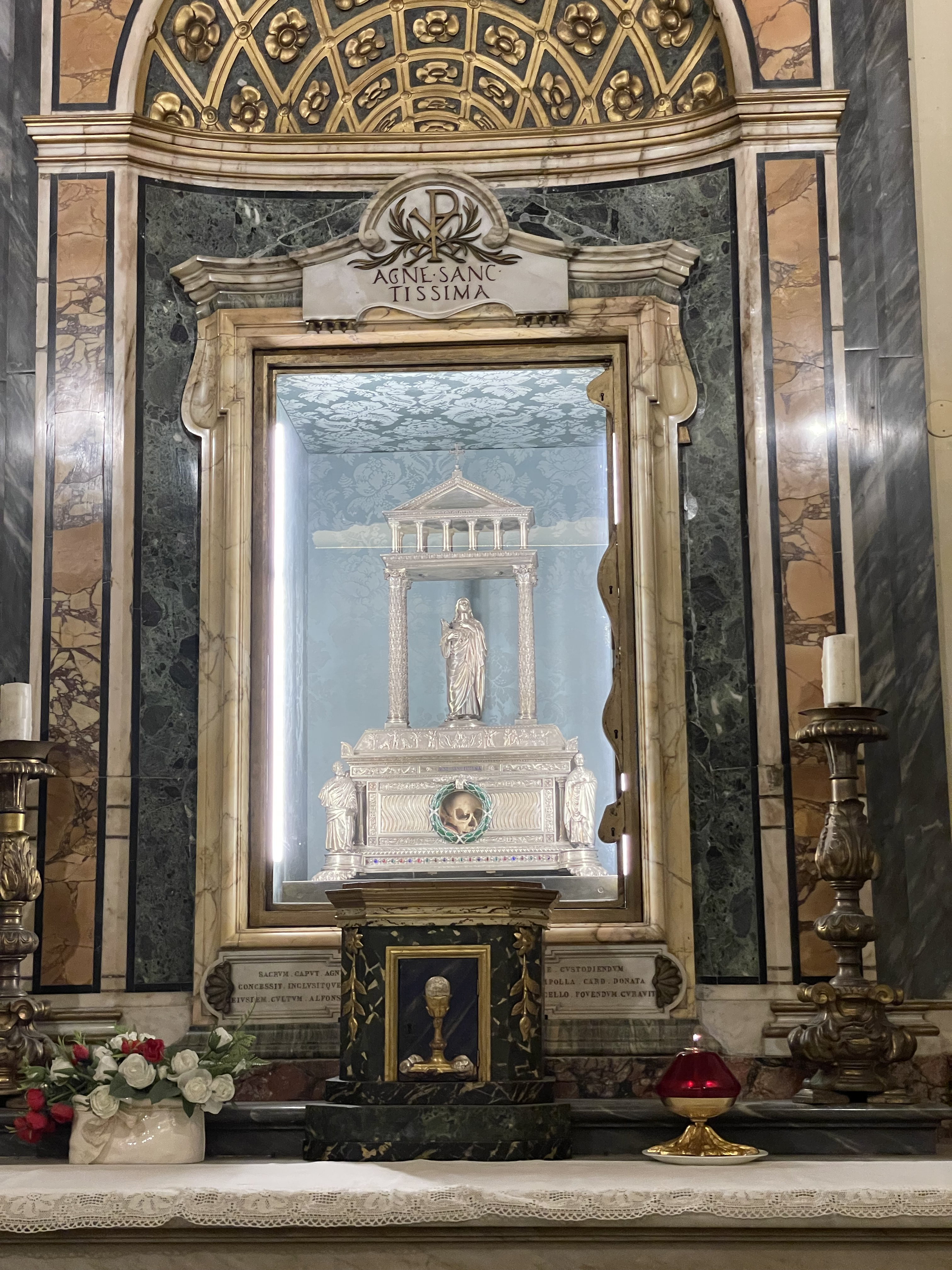
Haupt der heiligen Agnes in einem tempelförmigen Tabernakel in der dem hl. Philipp Neri gewidmeten Seitenkapelle.

Die Wände sind innen aufwändig mit weißem und rotgeflecktem Marmor (brocatello) verkleidet. Die Altäre sind mit kostbaren Reliefs aus weißem Marmor geschmückt, die vor allem von Domenico Guidi (Hochaltar), Antonio Raggi und Ercole Ferrata stammen. Die Malereien in der Kuppel stellen die Glorie des Paradieses dar. Sie wurden in den Jahren 1670 bis 1689 von Ciro Ferri und Giovanni Battista Gaulli, genannt Baciccia, geschaffen.
Das Haupt der heiligen Agnes wird in einer Seitenkapelle, die dem heiligen Philipp Neri gewidmet ist, verwahrt.
Am 17. Januar 1672 wurde die noch nicht ganz vollendete Kirche geweiht.
Die sterblichen Überreste von Innozenz X., der zunächst im Petersdom beigesetzt worden war, wurden 1677 nach Sant’Agnese in Agone überführt und in der Capella di Santa Francesca Romana bestattet. Erst 1729 schuf Giovanni Battista Maini das marmorne Grabdenkmal über dem Hauptportal.
1949 wurde die Kirche aufwändig restauriert und 1998 von Papst Johannes Paul II. zur Titeldiakonie erhoben.

## Kardinalstitel
- Sant’Agnese in Agone (Kardinalstitel) (listet die Kardinalpriester und Kardinaldiane von Sant’Agnese in Agone auf).